# Вердер (Хафел)
Вердер (њем. Werder) град је у њемачкој савезној држави Бранденбург. Једно је од 38 општинских средишта округа Потсдам-Мителмарк. Према процјени из 2010. у граду је живјело 23.129 становника. Посједује регионалну шифру (AGS) 12069656.

## Географски и демографски подаци
Вердер се налази у савезној држави Бранденбург у округу Потсдам-Мителмарк. Град се налази на надморској висини од 31 метра. Површина општине износи 116,0 km². У самом граду је, према процјени из 2010. године, живјело 23.129 становника. Просјечна густина становништва износи 199 становника/km².

## Међународна сарадња
| Мјесто  | Држава | Врста сарадње | Од    |
| ------- | ------ | ------------- | ----- |
| Хјоринг | Данска | партнерство   | 1993. |
| Извор   |        |               |       |